# Ziegelmühle (Obertrubach)
Ziegelmühle ist ein Gemeindeteil der Gemeinde Obertrubach im Landkreis Forchheim (Oberfranken, Bayern).

## Geografie
Die Einöde liegt im südlichen Randbereich der Wiesentalb etwa eineinhalb Kilometer westsüdwestlich des Ortszentrums von Obertrubach am rechten Ufer der westwärts fließenden oberen Trubach auf einer Höhe von 411 m ü. NHN. Die Einöde besteht aus zwei Anwesen, dem südlich der Talstraße gelegenen Gebäudekomplex mit dem Mühlengebäude und einem Wohngebäude jenseits der Straße am Hangfuß.

## Geschichte
Die Ziegelmühle gehört zu den ursprünglich 19 Mühlen im Trubachtal, deren Existenz durch urkundliche Belege dokumentiert ist. Die erste schriftliche Erwähnung der Ziegelmühle war 1383 mit dem Namen „Arnoldsmühl“. Um das Jahr 1500 wurde sie „Seelig-Heiligen-Mühl“ genannt und 1718 zum ersten Mal als „Ziegelmühle“ bezeichnet, die einer Familie Schlicht gehörte. Dabei wurde auch erwähnt, dass sie als Mahl- und Sägemühle genutzt wurde. Die Mühlfunktionen wurden beide im Jahr 1958 eingestellt.
Durch die Verwaltungsreformen zu Beginn des 19. Jahrhunderts im Königreich Bayern wurde die Ziegelmühle mit dem Zweiten Gemeindeedikt im Jahr 1818 Bestandteil der Ruralgemeinde Obertrubach.

## Verkehr
Die Anbindung an das öffentliche Straßennetz wird durch die durch den Ort führende Staatsstraße St 2260 hergestellt, die aus dem Westen von der Reichelsmühl kommend in ostnordöstlicher Richtung zur Schlöttermühle weiterverläuft.

## Baudenkmäler

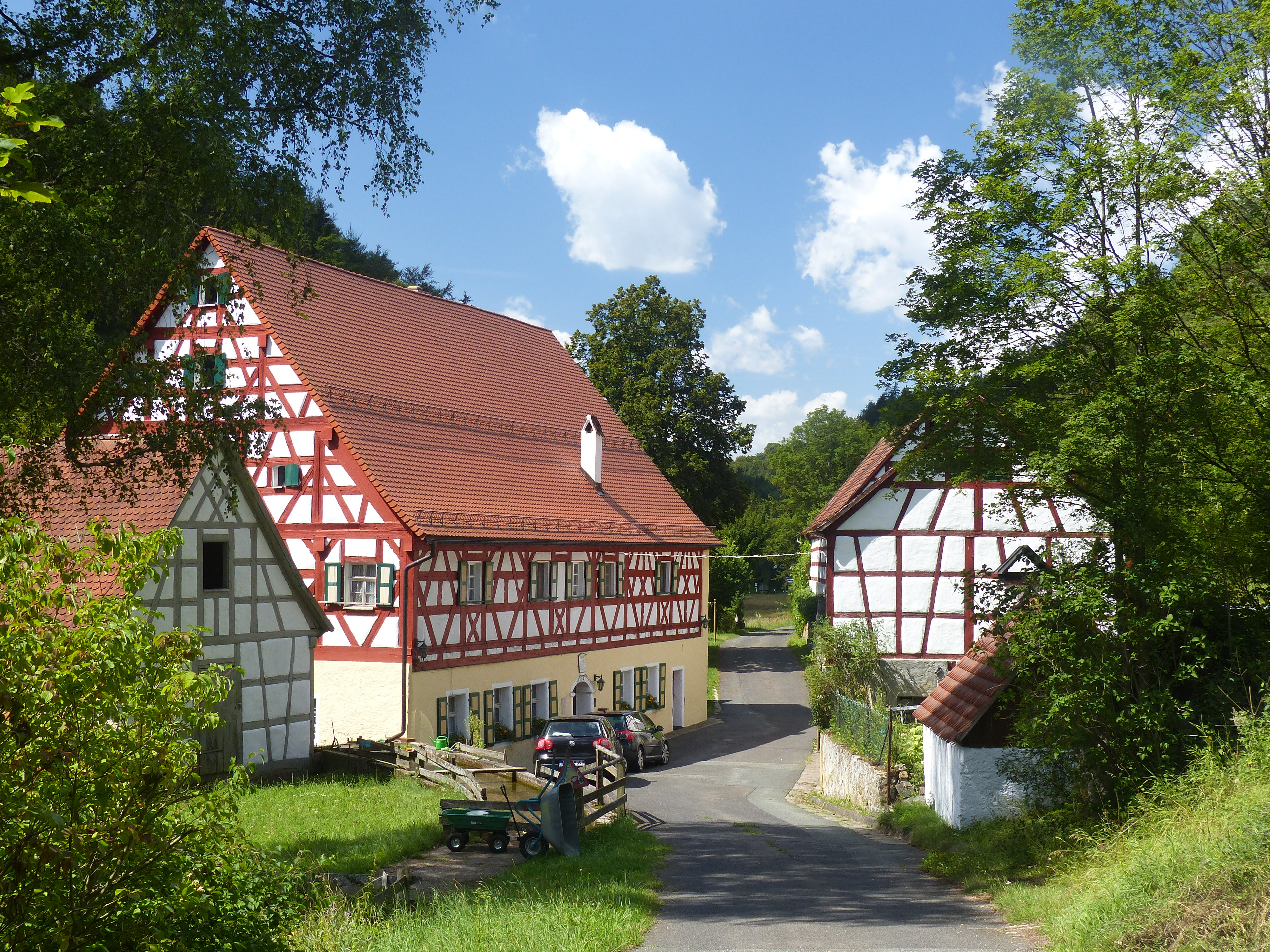
Das Hauptgebäude der Ziegelmühle

Das Hauptgebäude der Ziegelmühle ist ein zweigeschossiger Satteldachbau, der aus der zweiten Hälfte des 18. Jahrhunderts stammt.